# 認定補聴器技能者
認定補聴器技能者（にんていほちょうきぎのうしゃ、Hearing Aid Technician）は、補聴器の販売や調整に携わる者に対し、基準以上の知識や技能を持つことを認定して付与する資格である。試験は公益社団法人テクノエイド協会の元に行われる。

## 概要
従来、補聴器の販売は、眼鏡店や総合家電販売店や補聴器専門店で行われていたがフィッティングの技術的な差異が問題となっていた。認定補聴器技能者は一般社団法人日本耳鼻咽喉科学会の補聴器相談医と連携し、補聴器適合の技術において優れた能力を備えている。認定補聴器技能者が在籍する販売店舗では高品位の技術サービスの提供が可能とされる。
認定補聴器技能者による技術レベルの高い補聴器販売は難聴者や障害者から支持されている。

## 認定補聴器技能者が修得している能力
認定補聴器技能者は補聴器相談医の診断・指導に基づき、補聴器装用者に対して以下の事項を的確に行う知識と技能を会得している。
1. 聞こえの状況を把握するための所要の質問
2. 適切な補聴器選定
3. 最善の補聴効果を得るための測定と適合調整
4. 補聴器の使用指導
5. 記録の作成及び保管

## 資格取得までの流れ
認定補聴器技能者は公益財団法人テクノエイド協会が開催する講習の修了、日本耳鼻咽喉科学会の補聴器相談医との連携、認定補聴器技能者認定試験の合格の条件を満たすことでテクノエイド協会より認定を受ける。

### 養成課程
テクノエイド協会が開催する講習の形態と時間は4年間で、eラーニング46時限、集合講習78時限である。講習内容は以下の通りである。
1. 補聴器に関する事項
補聴器の構造、機能、音響特性の測定、耳型の採取など
2. 販売に関する事項
職業倫理、補聴器販売、管理業務、市場概論など
3. 福祉と法規に関する事項
医療関連法規、障害者福祉、障害者心理など
4. 医学医療に関する事項
難病病理、聴覚検査法、臨床医学など

### 認定補聴器技能者認定試験
上述の養成課程を修了し、日本耳鼻咽喉科学会の補聴器相談医から連携していることの証明を受けた者は、毎年11月に開催される認定補聴器技能者認定試験の受験資格を得られる。
試験では択一式問題50問、記述式問題5問、実技に関する記述式問題6問の筆記試験により、知識と技能の獲得を評価する。

## ヒアリング・ヘルスケア・プロフェッショナル
ヒアリング・ヘルスケア・プロフェッショナル（Hearing Healthcare Professional、以下HHP）は、補聴器を使う人々のＱＯＬ向上のために、常にスキルアップを目指す認定補聴器技能者を指す。日本補聴器技能者協会は、社会に求められるプロフェッショナルの育成事業として平成24年に「HHPプログラム」を策定した。HHPプログラムは補聴器フィッティングの軸となる以下の５つのカテゴリーを掲げ、定期的な研修会を開催している。
1. ニーズ掌握・店舗運営に必要な基礎知識
2. フィッティング現場の聴こえの測定
3. 補聴器選択と調整ノウハウ
4. 効果測定と分析
5. 継続使用の為の装用ケア

全カテゴリーの研修会を修了した認定補聴器技能者はHHPとして認められ、同協会より修了証とバッジが授与される。なお、2022年3月末時点でHHPを取得している認定補聴器技能者は42名である。認定補聴器技能者の総数は4500名を超えるがHHPを取得している者はそのうちの1%未満であり、知識と技能の研鑽に努める優れた補聴器専門家として活躍が期待されている。